# Chimaerasuchus
Chimaerasuchus paradoxus
Genre
Espèce
Chimaerasuchus, parfois écrit Chimaeresuchus, est un genre éteint de crocodyliformes, un clade qui comprend les crocodiliens modernes et leurs plus proches parents fossiles. Il est rattaché au sous-ordre des Notosuchia (ou notosuchiens en français) et au clade des Ziphosuchia,.
Une seule espèce est rattachée au genre : Chimaerasuchus paradoxus décrite par le paléontologue chinois Xiao-Chun Wu et ses collègues en 1995 et 1996,.

## Étymologie
Le nom de genre Chimaerasuchus est composé du mot latin Chĭmaera emprunté du grec ancien Χίμαιρα, Khímaira, « chimère », une créature composée de parties de différents animaux, et du mot du grec ancien Soũkhos, « crocodile » pour donner « crocodile-chimère ».

## Découverte et datation
Chimaerasuchus a été découvert près de la ville de Yichang dans la province du Hubei dans le centre de la Chine. Ses restes fossiles, référencés IVPP V8274, sont constitués d'un squelette partiel avec le museau et la mandibule, de 15 vertèbres et des os de la ceinture pelvienne.
Ils ont été trouvés dans la formation géologique de Wulong, datée du Crétacé inférieur, d'âge Aptien à Albien, soit il y a environ entre 121,4 et 100,5 millions d'années.

## Description
Chimaerasuchus est un Crocodyliformes terrestre qui mesurait environ 1 mètre de long.
Son museau est relativement large et court, d'une longueur inférieure à celle du reste du crâne (estimée à partir de la taille de la mandibule. Sa denture est très hétérodonte avec des dents antérieures qui lui donnent une apparence de « dents en avant ». Les dents postérieures sont multi-cuspides ; elles sont considérées comme étant adaptées à un régime herbivore.
Les narines de l'animal sont orientées vers l'avant.

## Classification
En 1995, ses inventeurs ont créé la famille des Chimaerasuchidae pour y placer le genre qu'ils venaient de créer,.
En 2004, I.S. Carvahlo et ses collègues lui adjoignent dans cette famille le genre Simosuchus, mais cette analyse n'est pas reprise par la suite,.
Chimaerasuchus est un Notosuchia proche du genre Sphagesaurus selon M. Bronzati et ses collègues en 2012. Diego Pol et ses collègues en 2014 le positionnent également parmi les notosuchiens, mais dans une position basale au sein du clade des Ziphosuchia, un clade de Notosuchia, où il se situe à proximité du genre Comahuesuchus, juste en amont des Sebecosuchia.